# Yazoo (rzeka)

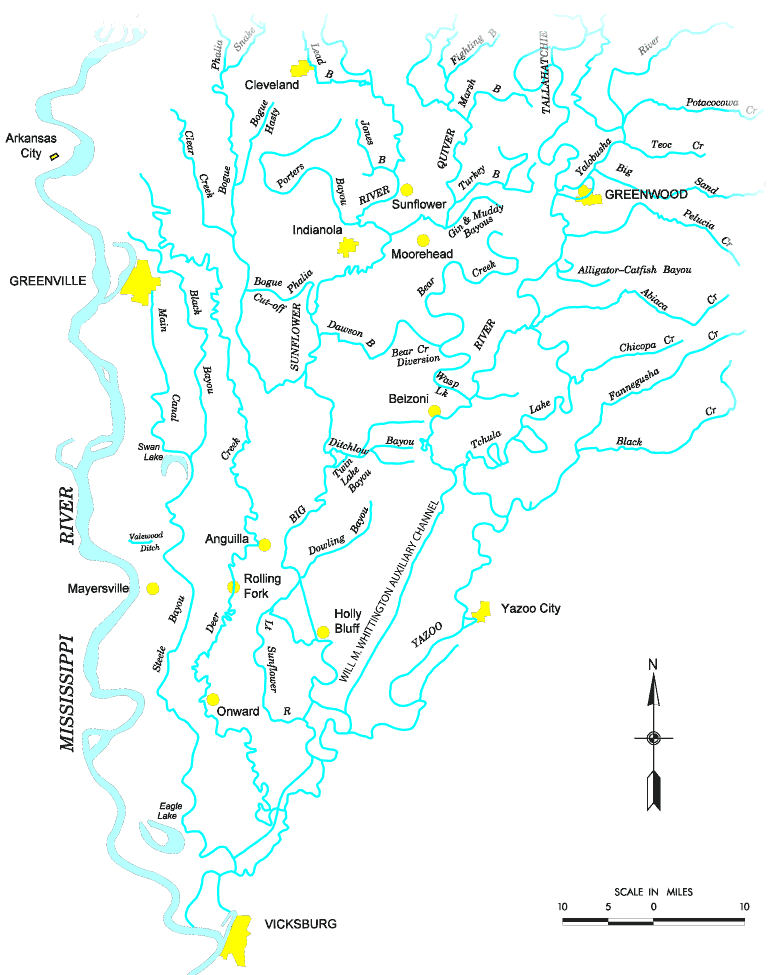
Rzeka Yazoo z dopływami

Yazoo (Yazoo River) – rzeka w USA w stanie Missisipi o długości 309 km. Jest to drugi co do długości wschodni dopływ Missisipi (najdłuższym wschodnim dopływem jest Ohio).
Rzeka została nazwana tak przez francuskiego podróżnika La Salle w 1682, w nawiązaniu do indiańskiego plemienia zamieszkującego w okolicy ujścia. Znaczenie nazwy jest jednak niejasne, choć przez długi czas uważano, że oznacza ona „rzekę śmierci”.
Yazoo powstaje z połączenia rzek Tallahatchie i Yalobusha koło miasta Greenwood. Na pewnym odcinku płynie równolegle do Missisipi, od której jest oddzielona naturalnymi wałami. Z Missisipi łączy się na północ od Vicksburga. Większymi miastami nad Yazoo są Greenwood (18 000) i Yazoo City (14 500).
Rzeka miała znaczenie militarne podczas wojny secesyjnej w Ameryce. Na niej i przylegających obszarach toczyły się walki podczas kampanii na Missisipi, zmierzające do zdobycia Vicksburga. Na dnie rzeki i jej dopływów spoczywa w sumie 29 statków i okrętów zatopionych podczas tej wojny. W 1862 za pomocą jednej z pierwszych elektrycznie odpalanych min zatopiono na niej kanonierkę Unii USS „Cairo”, której wrak został wydobyty w latach 70.